# Гротники-Мале
Гротники-Мале (пол. Grotniki Małe) — село в Польщі, у гміні Новий Корчин Буського повіту Свентокшиського воєводства.
Населення — 197 осіб (2011).
У 1975-1998 роках село належало до Келецького воєводства.

## Демографія
Демографічна структура на день 31 березня 2011 року:
|          | Загалом | Допрацездатний вік | Працездатний вік | Постпрацездатний вік |
| -------- | ------- | ------------------ | ---------------- | -------------------- |
| Чоловіки | 86      | 16                 | 63               | 7                    |
| Жінки    | 111     | 22                 | 61               | 28                   |
| Разом    | 197     | 38                 | 124              | 35                   |